# Мар'ян Максимович
Мар'ян Максимович (хресне ім'я Модест; 25 травня 1804, Негрибка — 4 серпня 1855, Львів) — український церковний діяч, священник-василіянин, заслужений педагог, протоігумен провінції Найсвятішого Спасителя (1850–1854).

## Життєпис
Модест Максимович народився 25 травня 1804 року в селі Негрибка (тепер Польща). У 1825 році вступив на новіціят до Василіянського Чину в Добромильський монастир. На облечинах отримав ім'я Мар'ян. Відразу після новіціяту направлений до Дрогобича на вчителя тамтешньої василіянської школи (від 10 жовтня 1826 до 1 серпня 1828). Вивчав богослов'я в Цісарсько-королівському конвікті у Відні (нім. Das Kaiserliche und königlishe Stadtkonvikt) і 13 вересня 1833 року отримав священичі свячення.
Після свячень призначений директором Цісарсько-королівської окружної головної школи в Лаврові. 5 квітня 1835 року після смерті лаврівського ігумена о. Вінкентія Дем'яновича (†1 квітня 1835) призначений адміністратором Лаврівського монастиря і парафії. На підставі губерніального декрету з 20 серпня 1835 о. Максимович почав викладати методику шкільного навчання для початкуючих учителів, як василіян, так і світських (6-10 осіб), що згодом мали провадити тривіальні школи на Бойківщині. Упродовж 1838–1842 років був директором дрогобицької василіянської школи, де також викладав педагогіку і методику навчання для вчителів тривіальних шкіл. У грудні 1842 року знову призначений на ігумена до Лаврова і директора головної школи. За час ігуменства Мар'ян Максимович подбав про ремонт монастиря, впорядкування території і побудову додаткових шкільних приміщень. Заснував при школі конвікт для понад 20 хлопців, з яких майже половина, особливо з бідніших родин, утримувалися коштом монастиря. За педагогічну діяльність неодноразово отримував нагороди і відзнаки від державних та церковних структур.
На провінційній капітулі 1850 року о. Мар'ян Максимович був обраний протоігуменом Галицької провінції Найсвятішого Спасителя. 8 серпня 1851 року на його руки папа Пій IX видав бреве, яке потверджувало привілей папи Пія VII приймати до Василіянського Чину кандидатів латинського обряду. Подбав перед церковною владою про три стипендії для василіянських студентів богослов'я у новозаснованій (1852) Греко-католицькій центральній семінарії при церкві святої Варвари у Відні. Після завершення каденції протоігумена у 1854 році зайняв посади протоконсультора (першого радника) та ігумена монастиря святого Онуфрія у Львові.
Помер 4 серпня 1855 року у Львові від холери.